# Sofia Vasa

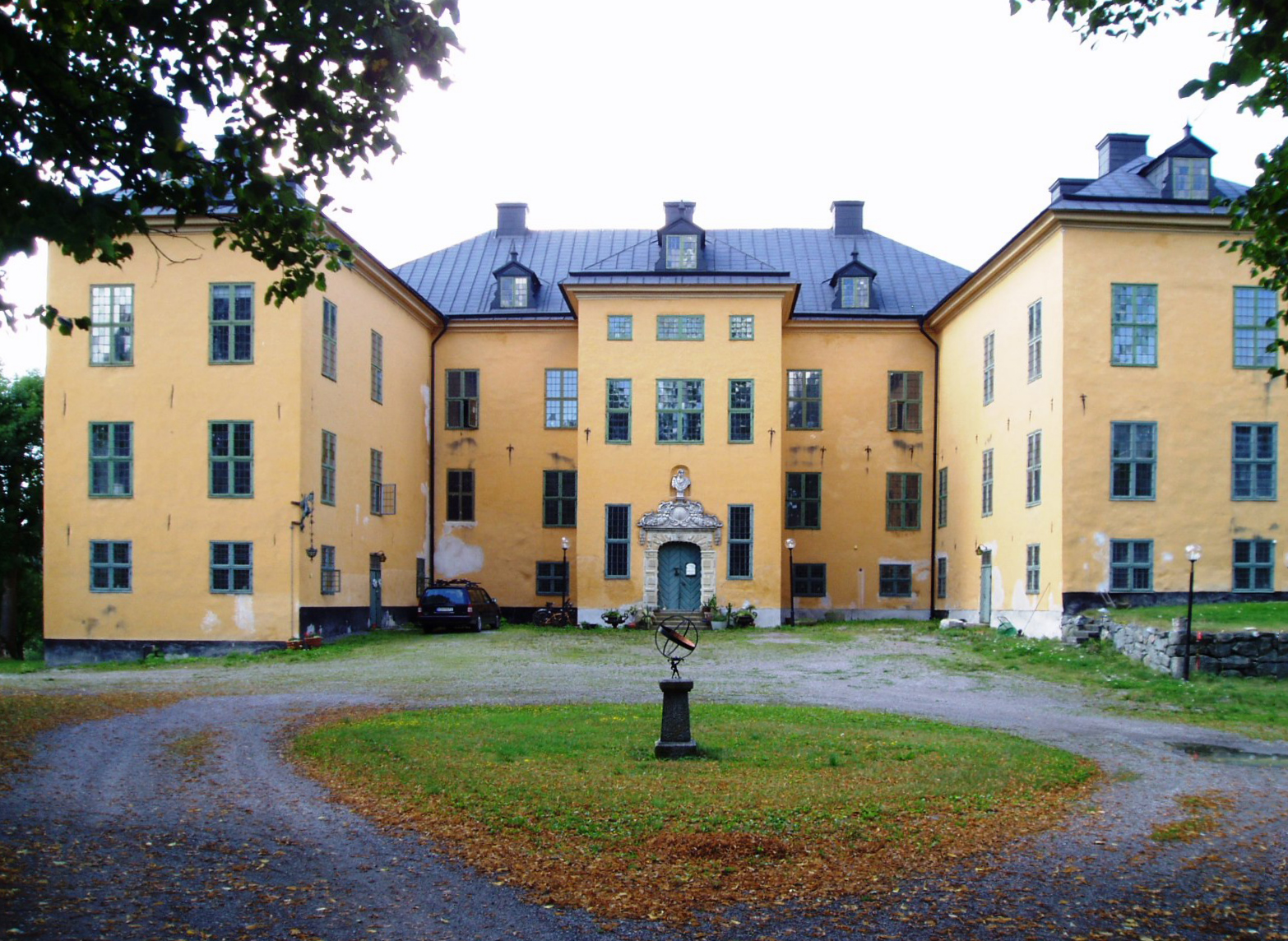
Venngarns slott

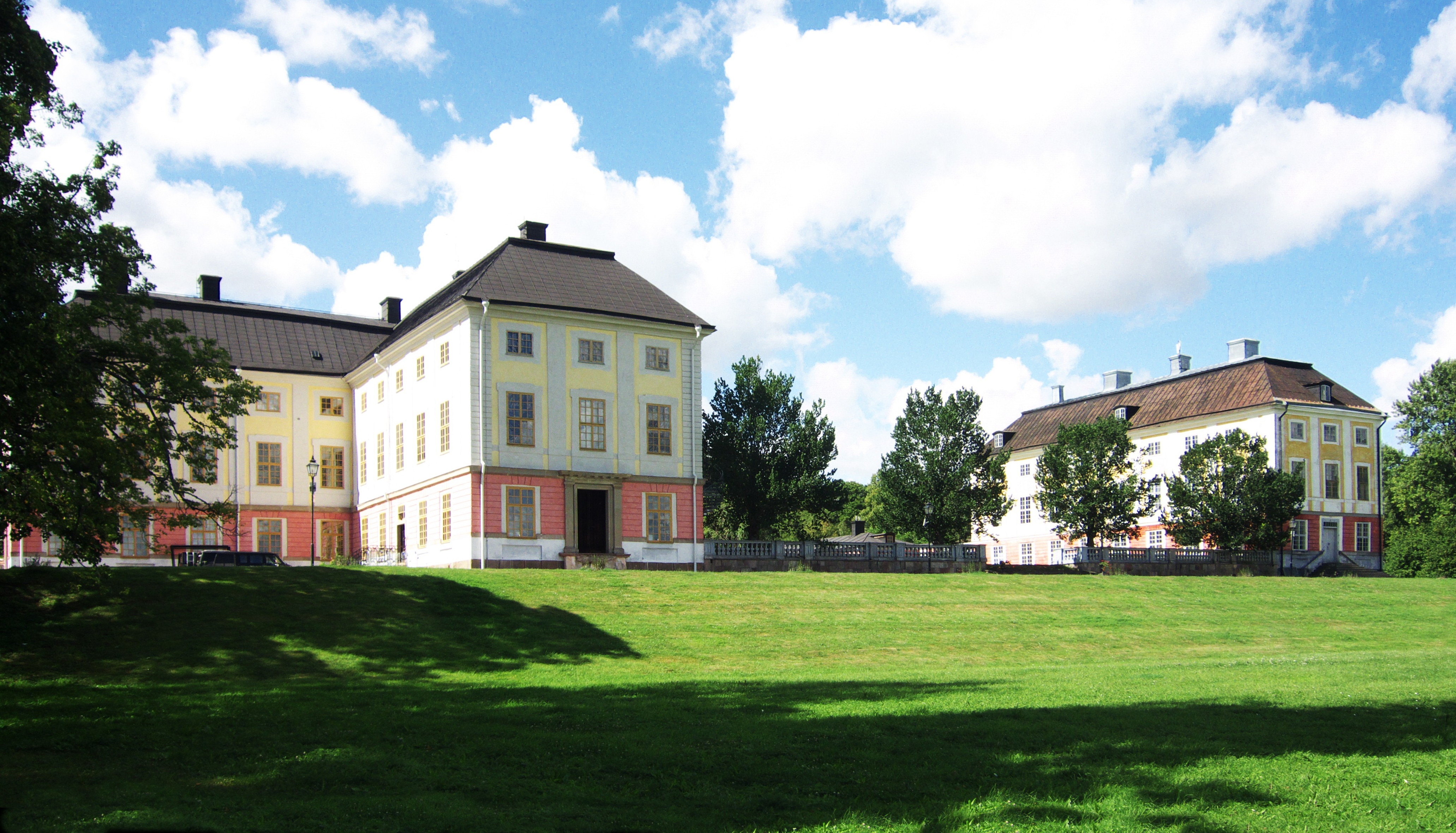
Ekolsunds slott 2011 med södra flygeln i förgrunden

Sofia Vasa, född 29 oktober 1547, död 17 mars 1611, begravd i Strängnäs, var en svensk prinsessa och hertiginna av Sachsen-Lauenburg, fjärde dotter till Gustav Vasa och Margareta Eriksdotter (Leijonhufvud).

## Biografi
Sofia bör liksom sina systrar ha fått lära sig tyska språket som barn, förutom hushållsysslor och att uppträda offentligt. Efter moderns död 1551 placerades hon under vård av Kristina Gyllenstierna och därefter sina mostrar, Märta Eriksdotter Leionhufvud, ibland kallad Kung Märta, och Brita innan fadern gifte om sig med Katarina Stenbock. År 1556 fick hon, liksom sina systrar, sitt porträtt målat, dikter som hyllades hennes dygder skrivna av hovpoeten Henricus Mollerus och försågs med en hemgift på 100.000 daler för att lanseras på den politiska äktenskapsmarknaden. 
Under den nordiska sjuårskriget föreslog Danmarks änkedrottning Dorotea ett fredstraktat genom en äktenskapsallians mellan Sofia och Fredrik II:s yngre bror. Dessa planer gick dock inte i verkställighet och hade inte den danske monarkens stöd. Sofia gifte sig 4 juli 1568 med hertig Magnus II av Sachsen-Lauenburg, brorson till Gustav Vasas första maka, Katarina av Sachsen-Lauenburg. Bröllopet firades samtidigt som Sofias halvbror Erik XIV äktade Karin Månsdotter. 
Erik XIV talade 24 mars 1566 med Sofia om ett äktenskap med Magnus, men hon tackade nej. Två dagar senare noterades att hon hade gått med på äktenskapet. Det anses troligt att hon utsatts för påtryckingar att gå med på äktenskapet mot sin vilja. Äktenskapet bedömas ha arrangerats av Erik därför att han behövde stöd av Magnus inför sitt eget planerade äktenskap med Karin Månsdotter, som Magnus under förhandlingarna hade förbundit sig att försvara. Eriks relation till sina systrar Sofia och Elisabet var vid denna tid dålig, och han skrev i januari 1567: "Retade mig några skälmar till häftig vrede och sade sig därtill vara lejda af mina systrar". 
Det finns tecken på att Sofia försökte skjuta upp bröllopet, kanske för att den politiska situationen skulle förändras med tanke på missnöjet med monarkens bröllop med Karin Månsdotter. Erik förebrådde henne häftigt i ett brev för hennes vägran att förbereda bröllopet och gav order åt andra att göra in uppköpen åt henne om hon inte vill göra det själv. Bröllopet blev heller inte av i juli 1567 som det från början var tänkt, då Erik hade sin första vigsel mellan sig och Karin Månsdotter. När Erik efter sin första vigsel med Karin insåg att det blev nödvändigt med en officiell vigsel och kröning för att få henne accepterad, återupptog han bröllopsplanerna för Sofia. Han meddelade att det skulle bli ett dubbelbröllop mellan henne och Magnus och mellan honom och Karin. Hon meddelades också att hennes livgeding skulle ligga i Sverige i stället för i Sachsen-Lauenburg och att paret därmed skulle vara bosatta i Sverige. 
Sofia bar karmosinfärgad sammet vid bröllopet i Stockholm. I processionen till kyrkan vid vigseln gick hon efter Karin och Katarina Stenbock tillsammans med Elisabet, något som uppfattades som olämpligt då hennes status var högre än Karins. Varken Sofia eller Elisabet närvarade vid kröningen eller tornerspelet. Under kuppen då Erik XIV avsattes fördes Sofia, Elisabet och Katarina Stenbock av Magnus bort i båt från Stockholm och fördes till Johan i Uppsala: Johan hävdade efteråt att Erik hade planerat att mörda honom och sända dem till Ryssland som gisslan som ersättning för Johans hustru. 

### Äktenskap
Hertigparet fick Ekolsund och Vänngarn i förläning av Johan III. 1597 innehade Sofia dessutom flera socknar av Lagunda och Håbo härad. Äktenskapet var olyckligt – hertig Magnus var rå och brutal och ägnade sig åt hustrumisshandel. Han beskrivs som en av de mest beryktade medlemmarna av sin ätt och urtypen av en rå tysk landsknektsofficer. Paret fick sex barn, men endast ett överlevde. Magnus pantsatte Sofias smycken för att finansiera ett försök att erövra Sachsen-Lauenburg 1571. Johan III gav 1575 Magnus Sonnenburgs slottslän på Ösel i förläning för att få honom ur landet, men han kastades ut därifrån på grund av övergrepp på innevånarna. 
Sofia agerade som medlare för att släta över makens maktmissbruk mot invånarna i deras förläning, och för att ständigt be om mer pengar, eftersom Magnus snart gjorde slut på deras tillgångar. Magnus begick många övergrepp. Bland annat fängslade han guldsmeden Evert van Dortt då denne besökte Sofia och tvingade under dödshot denne att överlämna en del guldföremål som tillhörde hennes syster, Elisabet, något som gjorde att Magnus dömdes för stöld. År 1576 kom Magnus i svår konflikt med Johan då han vägrade låta sina bönder betala skatt eller utföra kronodagsverken. I augusti 1576 kallade hertig Karl Sofia, Elisabet och Cecilia till familjeråd på Gripsholm, troligen för att diskutera hennes situation. Sofia bad om fonder och stöd för Magnus att kunna angripa Sachsen-Lauenburg, men Johan och Karl vägrade eftersom "E:K: herre icke så ställer sig emot E.K:t såsom en christen väl borde ställe sig emot sin äkta hustru, och en kungadotter." Under 1577 skall Sofia enligt uppgift ha isolerats från omvärlden av Magnus, som förbjöd henne att acceptera inbjudningar och beslagtog hennes brev.

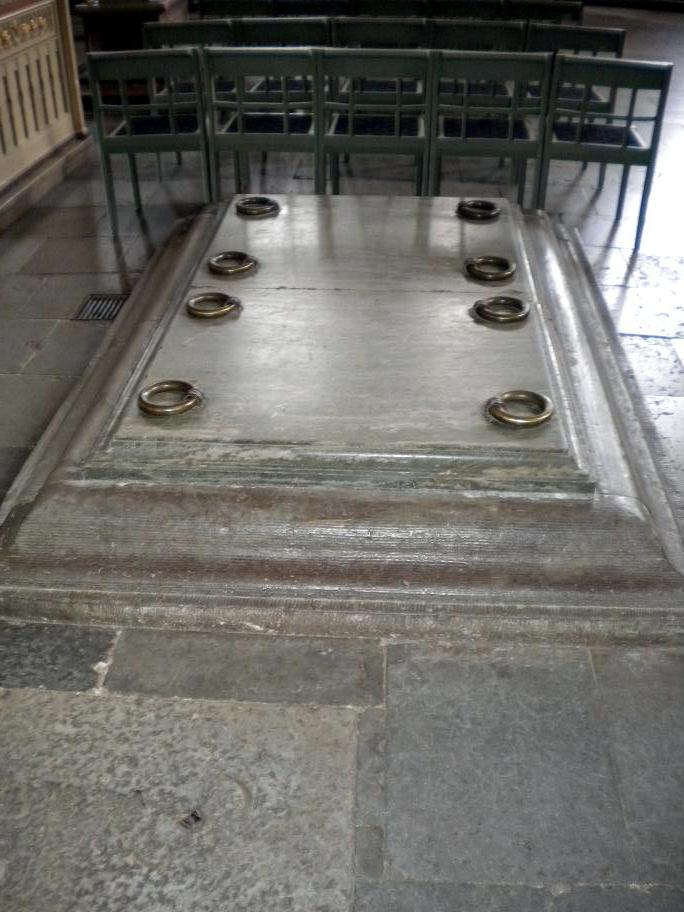
Nedgången i Strängnäs domkyrka till brodern Karl IX:s familjegrav där även Sofias stoft vilar.

### Efter separationen
I januari 1578 gav Johan III order om att guld, silver och spannmål på Ekolsund skulle tas i beslag och Magnus arresteras och fängslas. Förläningarna överflyttades i enbart Sofias namn, hon fick ensam vårdnad om sin son, som Magnus hade velat förvägra henne, och i maj 1578 förvisades Magnus från Sverige. Magnus rapporterades 1581 ha spridit ut rykten och förtal om Sofia i Tyskland, och kejsaren befallde honom utan framgång på svensk uppmaning att upphöra med förtal som kunde äventyra Sofias rättigheter till sin livgeding eller barns arvsrätt. 
Sofia var efter separationen ofta sysselsatt med att försöka säkerställa hennes sons rättigheter till Sachsen-Lauenburg. År 1582 uttryckte hon en önskan att låta Magnus komma tillbaka, men Johan III vägrade och krävde att han i så fall först måste visa förbättring och ta tillbaka det förtal han spritt ut om henne. År 1588 sattes han i fängelse för upproriska stämplingar mot sin bror, den regerande hertigen. Han dog i fångenskap 1603. 
Sofia ansågs uppfostra sin son Gustav illa: 1580 sändes han till sin morbror Karls hov så som var normalt för en dåtida furstes uppfostran, men året därpå bad Sofia att få honom tillbaka och hon tycks sedan ha behållit honom hos sig, något som inte var normen för en dåtida furstlig person, särskilt inte en son, som vanligen fick växa upp vid ett hov på avstånd från sina föräldrar. Hon ansågs skämma bort Gustav, och 1584 bedömde Karl honom som förstörd och odräglig. Till skillnad från sina syskon visade Sofia stöd för Johan III:s giftermål med Gunilla Bielke 1585. Det beskrivs hur hon och hennes son närvarade vid en publik spisning med Johan och Gunilla vid påskfirandet på Kalmar slott. År 1590 trädde hon in till sonens försvar då han förvisats från hovet efter utsvävande uppträdande, och hon försvarade honom också då han skall ha begått övergrepp mot underlydande. År 1595 uppkom en konflikt mellan Sofia och Gustav, som hade uppkommit då Gustav övertalat henne att dela sina förläningar med honom: denna löstes av Karls medling. Sofia ansågs inte ha varit en god förvaltare av sin förläning: hon bad ofta om ekonomiskt bistånd från sina bröder på grund av sin dåliga ekonomi, bytte ofta befattningar vid sitt hov, och klagade över att hon inte blev åtlydd av sin personal. Hennes godsverksamhet bedöms som misslyckad.
Sofia skall ha lidit av något slags psykisk sjukdom. Det nämns dock inte så mycket om denna i samtida dokument. Enligt Aegidius Girs krönika ska Magnus ha visat henne "all okärlighet, spott och skamligt förtal, att hon av den sorg råkade uti stor hufvudsvaghet". Medan hennes bror Magnus, som var dokumenterat sinnessjuk, levde isolerat, så deltog Sofia tidvis i hovlivet och offentliga representativa uppgifter. Hon höll sig dock utanför politiken. Hennes psykiska status antyds då hon ofta i brev uppmanas att inte sörja och oroa sig så hon blev sjuk, "därigenom kunde komma sig själv på någon olycka, och till äventyrs någon svår sjukdom".
Sofia levde på Ekolsund fram till sin död 1611.

## Barn
1. Gustav, född troligen 31 augusti 1570, död 11 november 1597.